# Fascismo ficción
El fascismo ficción o fascismo fantástico (en italiano, fantafascismo) es una corriente literaria italiana, dentro de la ucronía, que se dio en la primera década del siglo XXI. La corriente se caracteriza por relatos de historia alternativa en las que el fascismo sobrevivió o incluso floreció. El nombre proviene del título de una antología de 2000, editada por Gianfranco De Turris, Fantafascismo! Storie dell'Italia ucronica.
Entre los principales ejemplos de esta corriente —anticipada por la novela satírica Benito I imperatore de 1950 de Marco Ramperti— se encuentran las novelas de la trilogia di Occidente de Mario Farneti (de 2001 a 2006), en las que Mussolini decide declarar la tercera guerra mundial y conquistar todo el planeta; Nero italiano de Giampietro Stocco (2003), en el que Italia no entró en la guerra en 1940 y el régimen fascista continuó intacto hasta 1975; y L'inattesa piega degli eventi de Enrico Brizzi en 2008, en el que la Italia fascista no se puso del lado de la Alemania nazi en la Segunda Guerra Mundial. A estos se agregan varios cuentos incluidos en las colecciones editadas por De Turris, reconocido experto en literatura fantástica y cercano a la derecha espiritualista evoliana. A diferencia de los escritores ucrónicos anglosajones, casi todos los autores italianos citados, según Ł. J. Berezowski, «intentan demostrar que la Italia fascista era un estado militarizado, poderoso, bien desarrollado, con una fuerte representación política y amplias ambiciones imperialistas». Además, algunos buscan en sus trabajos de ucronía suavizar el carácter racista, corrupto, antidemocrático e iliberal del régimen, colocando simultáneamente en el centro, según Emiliano Marra, elementos minoritarios de su historia, como el dannunzianesimo, el tradicionalismo de Evola, el «espíritu legionario». La narrativa imaginativa se convierte así en una herramienta de investigación histórica «alternativa», sin las limitaciones y el rigor típicos de la historiografía, y es vista como un vehículo potencial para la propaganda política. Varios autores del «fascismo ficción» se convierten así en objeto de acusaciones de falsa historia, interpretaciones arbitrarias de hechos históricos o revisionismo histórico, a veces de criptofascismo y no faltan fuertes críticas sobre la misma calidad literaria de sus escritos.

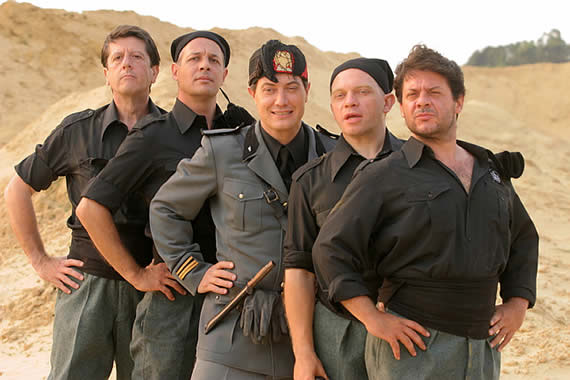
Escena de la película satírica Fascisti su Marte (2006), una parodia del «fascismo ficción».

La corriente fue satirizada por Il fascio sulle stelle di Benito Mussolini (2005) de Massimo Mongai, en la que imagina a un Mussolini alternativo que se convirtió en escritor mediocre de ciencia ficción en lugar de Duce; y en la parodia en cine de 2006 Fascisti su Marte de Corrado Guzzanti e Igor Skofic, basada en los sketch homónimos realizados por Guzzanti para el programa de televisión Il caso Scafroglia (2002), en una sátira política tanto de la Italia fascista, como del segundo gobierno de Berlusconi, filmado en el estilo típico de los noticieros del Instituto Luce.